# Bodeşti
Bodeşti é uma comuna romena localizada no distrito de Neamţ, na região de Moldávia. A comuna possui uma área de 63.43 km² e sua população era de 5194 habitantes segundo o censo de 2007.